# Мамонтёнок Юка

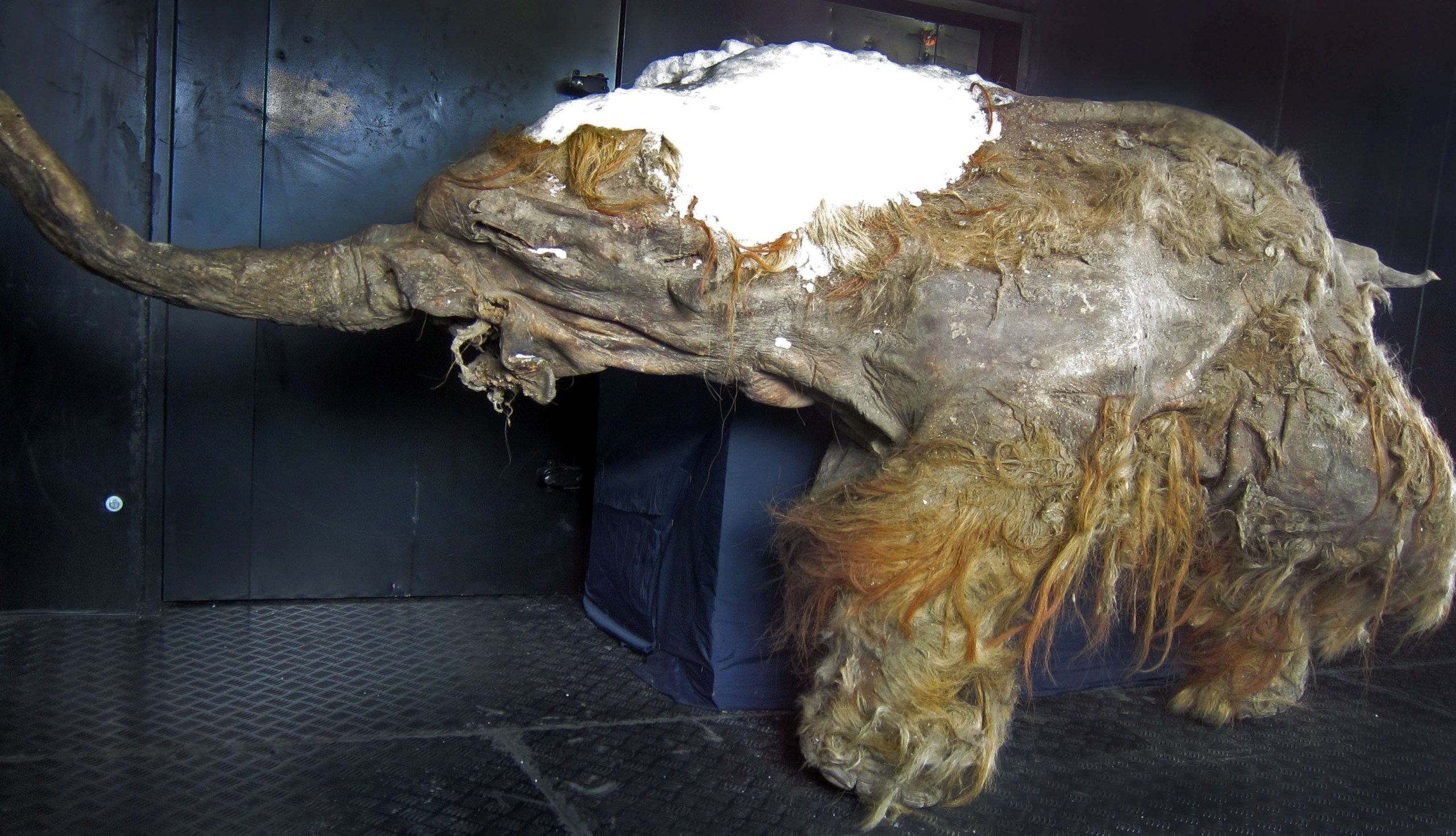
Экспонировался в Москве на Фестивале Русского географического общества с 31 октября по 6 ноября 2014 г. в Центральном доме художника (ЦДХ)

Мамонтёнок Юка — уникальная по сохранности мумия молодого мамонта, самки ископаемого вида шерстистый мамонт (лат. Mammuthus primigenius).

## История находки
Останки самки мамонта подросткового возраста весом 106 килограммов были обнаружены в 2010 году членами общины Юкагир в 30 км к западу от устья реки Кондратьево на южном побережье моря Лаптевых в местности Ойогосский яр Усть-Янского улуса Якутии. Высота в холке составляет 165 см, длина тела от основания хобота до основания хвоста — около 205 см, хвост короткий — около 9 см, вес живого мамонта мог достигать 450—550 кг. Обнаруженного мамонтёнка назвали по названию общины — Юка. Животное погибло около 28 тысяч лет назад (некалиброванная радиоуглеродная датировка — около 34,3 тыс. лет назад) в возрасте 6—9 лет (судя по степени стирания коренных зубов).

## Уникальность находки
Уникальность находки заключается в том, что сохранились даже мягкие ткани и шерсть, которая имеет свойственный детёнышам шерстистого мамонта рыжий оттенок. Хорошая сохранность тела животного объясняется тем, что оно постоянно находилось в зоне вечной мерзлоты.
На шкуре животного обнаружены следы от когтей и зубов хищников, а также ровные разрезы, оставленные древними людьми. Предполагается, что охотниками были изъяты часть жира и мяса, а также некоторые кости.
Также впервые учёные получили в распоряжение столь хорошо сохранившийся мозг ископаемого животного. В 2013 году учёными Академии наук Республики Саха (Якутия) совместно с московскими учёными из Института биомедицинских проблем РАН и Палеонтологического института РАН был извлечён мозг из черепа мамонта с целью его консервации и дальнейшего изучения. Учёным из России и Японии удалось частично восстановить ДНК мамонтёнка Юки, жившего 28 140 ± 230 лет назад. Анализ видового состава ракообразных, найденных в намёрзших осадках на черепе мумии мамонтёнка Юки, показал, что водоём, в котором лежало тело Юки перед вмерзанием в лёд вечной мерзлоты, населяли таксоны, характерные для небольших пресноводных прудов и маленьких озёр с застойной водой в засушливых районах Евразии, таких как Казахстан и Монголия. Также были найдены панцири диатомовых водорослей. Это свидетельствует о том, что пресноводные сообщества водоёмов плейстоценовой Берингии не имеют современных аналогов, также как и мамонтовая фауна холодных высокопродуктивных тундростепей.